# Македоникос Агон (1935)
Вижте пояснителната страница за други значения на Македонска борба.
„Македоникос Агон“ (катаревуса: Μακεδονικός Αγών, димотики: Μακεδονικός Αγώνας, в превод Македонска борба) е гръцки вестник, издаван в Катерини.
Вестникът е основан в 1935 година. Собственик на вестника е Хараламбос Лемонопулос, а директор е Платонас Лемонопулос. В 1938 година спира издаването му, но в 1948 година отново започва да излиза.